# Nablus
Nablus (AFI: /ˈnablus/; in arabo نابلس‎?, Nābulus, pronuncia palestinese: [ˈnæːblɪs] ), in italiano storico Naplusa (/ˈnapluza/) e conosciuta anche come Sichem (/ˈsikem/; in ebraico שכם‎?, Šəḵem; in ebraico samaritano ࠔࠬࠥࠊࠝࠌ, Šăkēm), è una delle più grandi città della Cisgiordania, in Palestina, con una popolazione di 156.906 abitanti (2017). È capoluogo del Governatorato omonimo, costituito da 56 villaggi per una popolazione totale di 388.321 abitanti (secondo le statistiche 2017). È stata occupata dall'esercito israeliano durante la guerra dei sei giorni. Dal 1995 è controllata dall'Autorità Nazionale Palestinese a seguito dell'accordo Oslo II.

## Geografia
È situata a circa sessanta chilometri a nord di Gerusalemme tra il monte Ebal e il Garizim. La popolazione è araba.
Nota per una produzione storica di lane, olio e saponi, fu il più rilevante nucleo commerciale della Samaria.
Nel 1995, a seguito degli Accordi di Oslo fu posta sotto la giurisdizione dell'Autorità Nazionale Palestinese. Da allora, è divenuta progressivamente la capitale economica della Palestina.

## Storia

### L'antica Sichem
A Sichem (in aramaico Sicar), che sorgeva pochi chilometri dalla romana Flavia Neapoli, secondo l'Antico Testamento, Dio è apparso ad Abramo (Gn 12, 6-7). Giosuè vi convocò le dodici tribù di Israele per ratificare l'Alleanza fra Dio e il suo popolo (Gs 24). In quella città sorgeva il pozzo di Giacobbe dove Gesù incontrò la samaritana (Gv 4,23).

### La romana Flavia Neapolis
Fu fondata dai Romani nel 72 e venne chiamata Flavia Neapolis ("nuova città dell'imperatore Flavio"). Dopo la conquista araba avvenuta nel 636, il nome fu arabizzato in نابلس‎ (Nābulus).
I crociati la chiameranno Napoli e diventerà una delle principali città del Regno di Gerusalemme. Fu sede dell'omonimo concilio del 1120 e vi risiedette la regina Melisenda di Gerusalemme dal 1150 al 1161.
Gli Ayyubidi guidati da Saladino conquistarono Nablus nel 1187 e, nonostante la diffusione dell'Islam, la popolazione rimase comunque cristiana; nel 1202 la città verrà distrutta dai crociati stessi e in seguito riedificata da parte degli Arabi.

### Monumenti

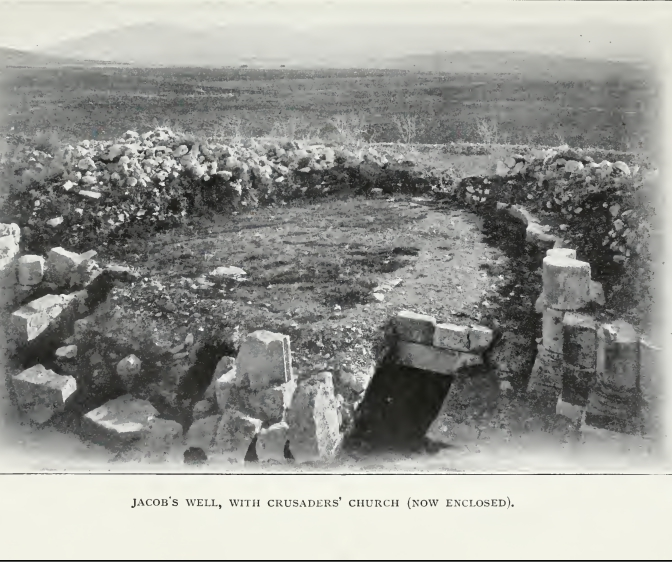
Il pozzo di Giacobbe nel 1903

Nella città di Nablus sono presenti molti monumenti, tra cui nove moschee (quattro chiese di epoca bizantina trasformate in moschee e cinque moschee edificate dopo la conquista araba), una tomba risalente al periodo ayyubide e una chiesa del XVII secolo. La maggior parte degli edifici nella Città Vecchia è stata costruita nel periodo dell'Impero ottomano. Sono presenti 10 bagni turchi e 30 fabbriche di sapone (in arabo صبانة‎?, ṣabbāna), delle quali ne sopravvive solo un paio. Ci sono 2.850 edifici storici (case e villini), 18 monumenti islamici e 17 strade.
I resti di età romana si trovano ai bordi della città vecchia. Alcuni dei monumenti della città vecchia risalgono all'epoca bizantina e alle crociate. La rete dell'acqua potabile è di epoca romana e si trova sotto alcune aree della città vecchia. Una parte di questi monumenti è stata ristrutturata e aperta ai visitatori.
Nel 2000, durante una rivolta degli abitanti contro Israele, l'esercito israeliano ha distrutto 149 edifici monumentali e ne ha danneggiati circa 2000.
A Nablus si trovano:
- il Pozzo di Giacobbe
- la Tomba di Giuseppe
- la Torre Manara (realizzata nel 1906)
- il Palazzo Abd al-Hadi (secolo XIX)
- il caravanserraglio (secolo XV)
- la Grande Moschea di Nablus (secolo XII)
- la Moschea Hanbali (secolo XVI)
- la Moschea al-Khadra (secolo XIII)
- la Moschea al-Nasr.

#### Biʾr al-Ḥammām e Tell al-Raʾs
Nel 2001, durante i lavori di costruzione della "Casa della Palestina", un edificio nello stile della Rotonda vicentina per il milionario arabo Munib al-Masri, furono rinvenuti i resti di un antico complesso monastico, con annessa coorte aperta, stabile con cucina e cisterna per la raccolta dell'acqua piovana. Accanto sorgeva una cappella privata affrescata da mosaici a tema religioso e da frammenti di iscrizioni, con una dedica a tre fratelli, "amatori di Cristo".

Il sito archeologico, censito per la prima volta nella Palestinian Survey del 1999, si trova a 750 metri sopra il livello del mare, vicino a Nablus, a un chilometro da Tell al-Raʾs, sulla parte più alta del fronte nord-occidentale del Monte Gerizim, che dagli autoctoni è chiamato anche Jebel al-Tor, Jebel al-Sumara, Jebel Garitim Shomronim Ehilam, Jebel Abu Ghanim e Jebel al-Qibli.
Il monte ospita una chiesa bizantina consacrata alla Theotókos, che fu esaminata per la prima volta da Schneider nel 1928. Fra il '64 e il '68, un gruppo di archeologi americani diretto da Robert Bull fece la prima scoperta nel sito di Tell al-Raʾs, un tempio dedicato a Zeus, complementare all'edificio cristiano portato alla luce quarant'anni prima.

## La città

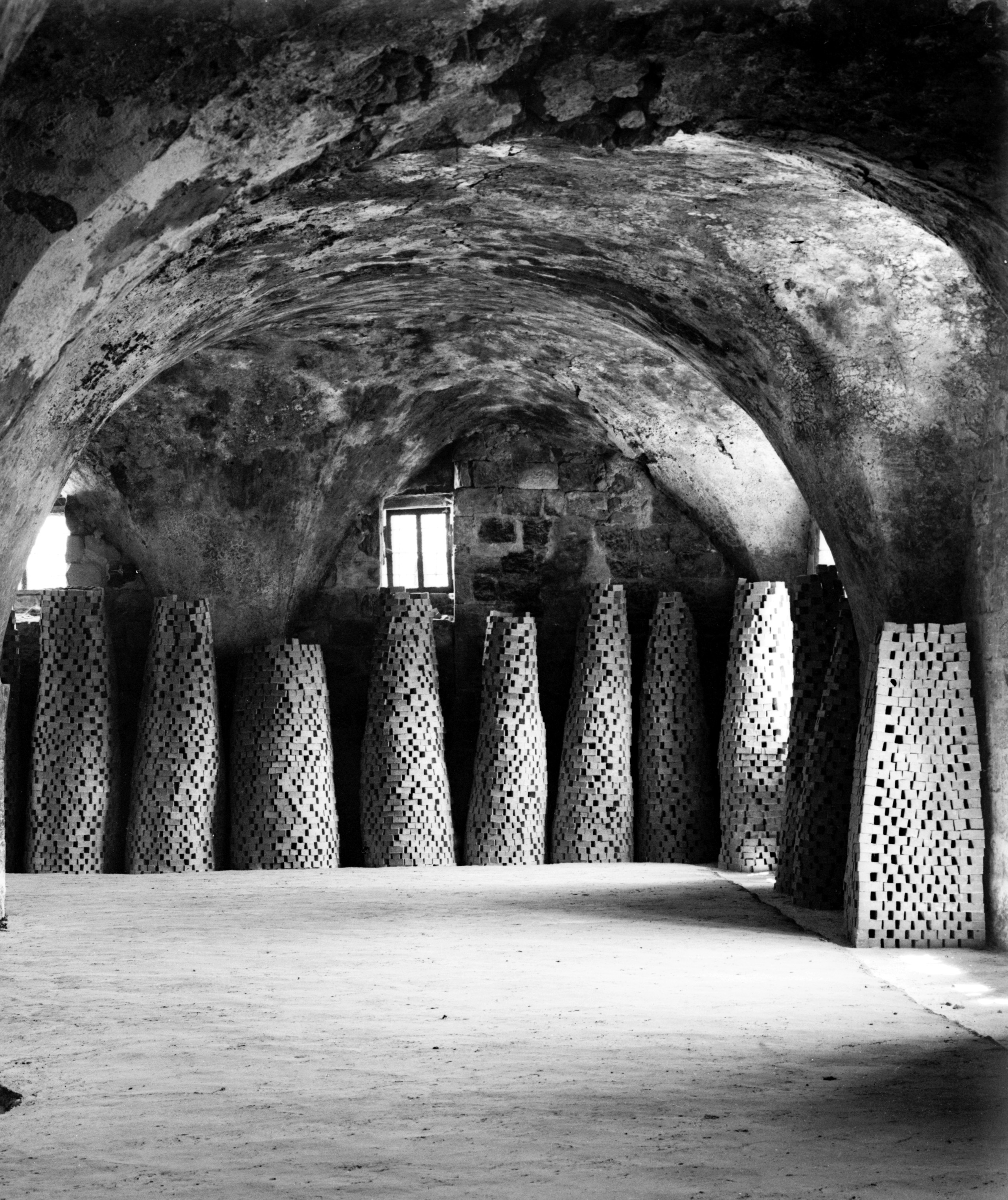
Saponi di vario tipo stoccati per l'asciugatura (1910)

La città comprende l'Università nazionale "al-Najāḥ", la più grande università palestinese, che ospita l'ufficio regionale dell'Unimed. 
Attualmente si articola su tre campus, con più di 16.500 studenti e 300 professori. Delle Facoltà dell'ateneo, sette sono di taglio umanistico e nove scientifico.
È sede della Nablus Public Library. Ospita inoltre il mercato azionario palestinese ed i centri delle società di telecomunicazioni palestinesi.
Nablus è un importante centro agricolo ed economico e la città è famosa per il sapone all'olio di oliva, un composto a base di sodio e acqua pura, assai simile quindi al sapone di Aleppo. È anche famosa per l'olio di oliva e per l'artigianato. La città produce inoltre mobili e piastrelle, è un centro di attività nel settore tessile e della concia del cuoio, nonché un centro per la vendita di bestiame vivo, specialmente bovini.
Intorno alla città ci sono numerosi campi profughi palestinesi, quali ʿAyn Bayt al-Māʾ ("Fonte della Casa dell'Acqua"), Balata, Askar Vecchio e Askar Nuovo, nei quali abitano circa 34.000 persone.

## Borsa Palestinese
Nel 1996 è stato fondato un mercato azionario palestinese con sede a Nablus. Il nome arabo è al-Sūq al-Mālī al-Falasṭīnī, in inglese Palestinian Securities Exchange, ed è una iniziativa privata del palestinese Ahmad Aweidah. L'indice azionario è denominato simbolicamente al-Quds, in lingua araba "città santa" ovvero Gerusalemme.

## Amministrazione

### Gemellaggi
Nablus è gemellata, o ha relazioni di amicizia con:
- Napoli
- Firenze
- Reggio Emilia
- Toscana
- Dublino
- Dundee
- Lilla
- Rabat
- Stavanger
- Shanghai
- Como